# David Veldhoen
David Veldhoen (Amsterdam, 28 maart 1957) is een Nederlandse kunstenaar.

## Leven en werk

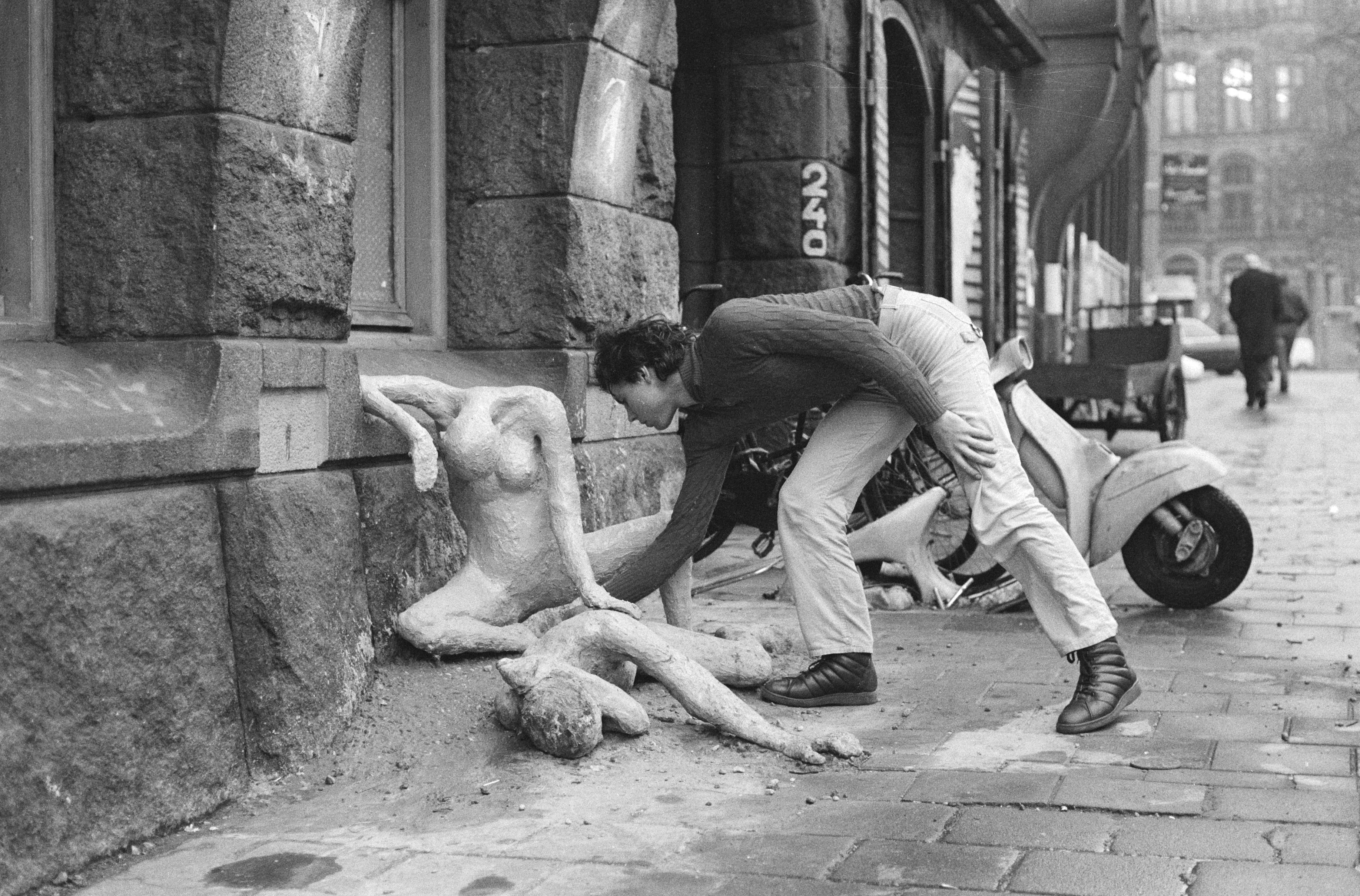
Veldhoen en zijn Pompeï-figuren (1980)

Veldhoen volgde een opleiding aan de Gerrit Rietveld Academie in zijn geboorteplaats. In 1979 stichtte hij met Peter Giele, die hij op de academie had leren kennen, 'galerie AMOK' in het voormalig Handelsbladcomplex aan de Nieuwezijds Voorburgwal in Amsterdam. Hij was aanvankelijk vooral actief als beeldhouwer en schilder. Met filmregisseur Otakar Votocek maakte hij de film Pompeii Now (VPRO, 1982). Na een lang verblijf in de Verenigde Staten en op Samoa van 1983 tot 1984 met een studiebeurs CRM, richtte hij zich tot 1995 op het maken van sculpturen verwijzend naar Pompeï. Na de oplevering van Tertulia in 1996, groeide ook zijn belangstelling voor landschapsinrichting en ontwikkelde hij zich meer en meer tot omgevingskunstenaar.
Thema in Veldhoens werk zijn natuurlijke processen als verstening of andere verwijzingen naar de natuur.

### Samenwerkingsverbanden
Uit het samenwerkingsverband SWAMPS (met kunstenaar Roel van Timmeren en ontwerper Floris van der Kleij) werd in 2008, het tijdelijke project 'A-Venue' opgeleverd. Aanleiding hiervoor was een loos viaduct op het Knooppunt Coenplein in Amsterdam-Noord. Sinds de jaren zestig torent het hier als een sokkel van tweehonderd meter lang en zeventien meter breed boven de wirwar van snelwegen. Viaduct en de taluds werden bedekt met 24.000 lavendelplanten.
Vanaf 2009 is geregeld samengewerkt met architect Claudia Schmidt en landschapsarchitect Martin Arfalk. Uitgangspunt is over de grenzen van de disciplines te gaan, waardoor ideeën uit de kunst worden ingepast in de (landschaps)architectuur en vice versa.
In alle gevallen is vanuit de gekoppelde disciplines de aandacht voor uitstervende planten en dierensoorten verbeeld, onder andere voor een opdracht voor het CBK Zeeland (2009) en een aantal prijsvragen.

## Enkele werken
- 1982 De mens, Beeldenpark van het Museum voor Moderne Kunst Arnhem in Arnhem
- 1996 Tertulia, Amersfoort[3]
- 2000 Rare Citizens, Delfgauw
- 2001 Vortex (2001), bij het provinciehuis in Assen
- 2006 Wishful Thinking, Wester-Amstel
- 2008 A-Venue, Swamps, Amsterdam-Noord
- 2008 The Weight Of Thoughts, ExpoReal, München
- 2009 If You Take Away The Sea, Beeldenboulevard 9+, Noordwijk